# Pražská konzervatoř
Pražská konzervatoř je veřejná instituce bezplatného středoškolského vzdělávání v oborech hudby, tance a dramatického umění. Je jednou z hlavních pražských vzdělávacích institucí pro výuku hudby, zpěvu a herectví. Škola sídlí ve třech různých budovách, hlavní budova je v ulici Na rejdišti 77/1, na Starém Městě, Praha 1, další pak sídlí v Pálffyovském paláci na Malé Straně.
Pražská konzervatoř byla založena v roce 1808 jako první konzervatoř ve střední Evropě a po Pařížské a Milánské konzervatoři jako třetí vůbec. První školní rok byl zahájen 24. dubna 1811.

## Vzdělávání

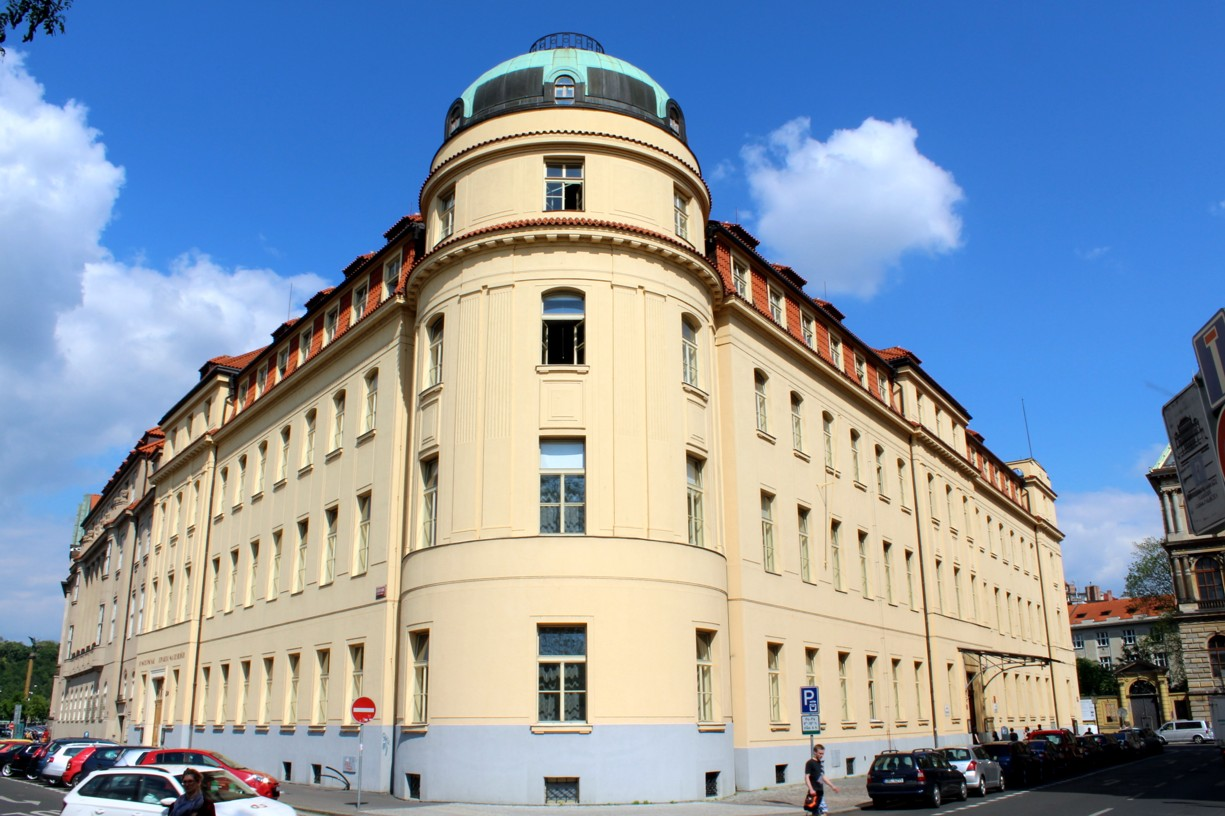
Budova Pražské konzervatoře na nároží ulic Na Rejdišti a Dvořákova nábřeží

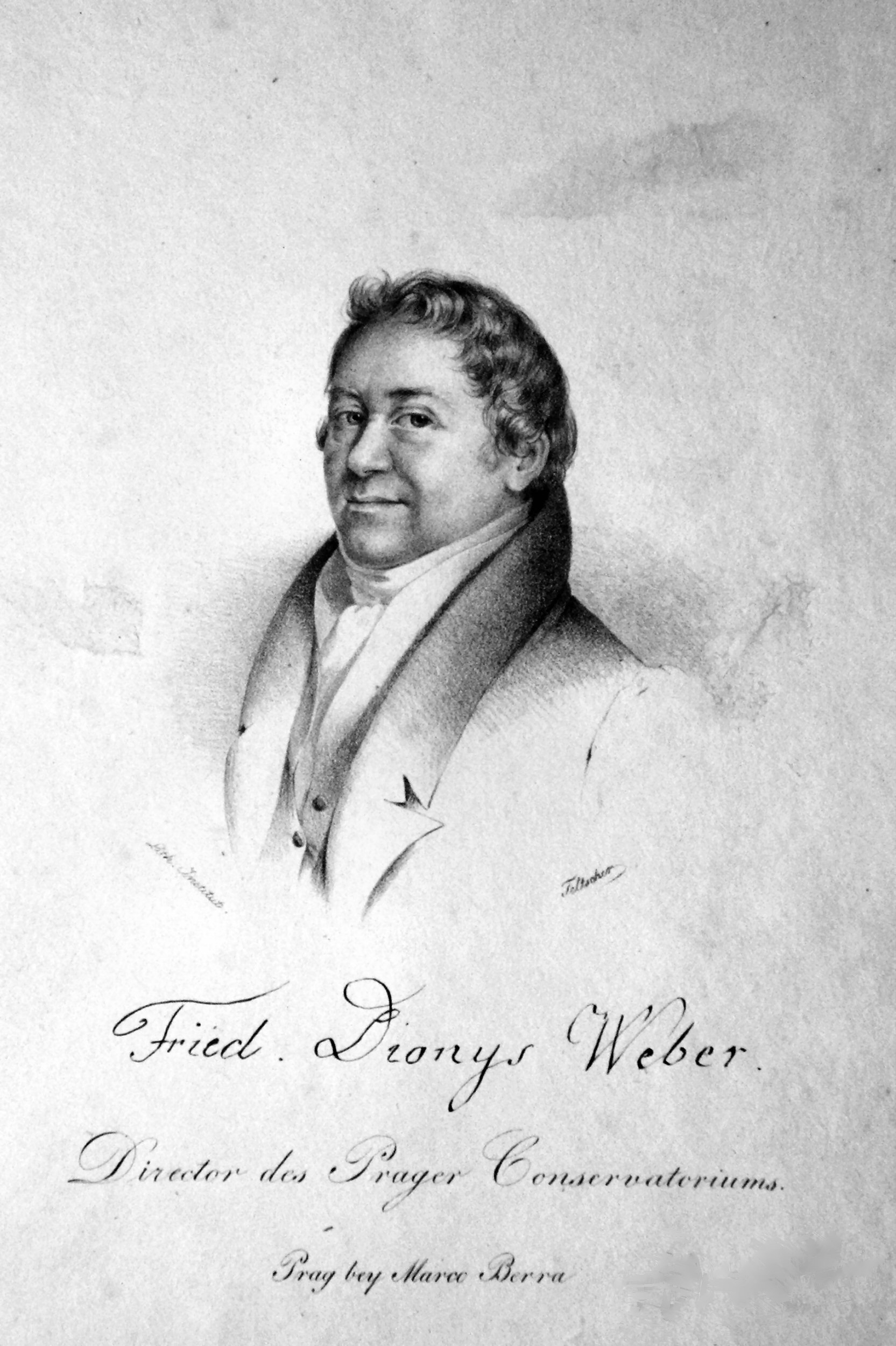
Bedřich Diviš Weber na rytině od Josefa Eduarda Teltschera z doby kolem roku 1830.

Konzervatoř nabízí vzdělání v oborech hry na většinu běžných hudebních nástrojů, klasického zpěvu, skladby, dirigování a herectví. Délka výuky je šest let, z toho čtyři roky představuje maturitní studium a dva roky tzv. absolutorium. Učební plán zahrnuje specializovaná teoretická studia, výuku jevištní řeči a povinné všeobecné hudební vzdělání (hudební harmonie, rytmus, intonace, obligátní klavír ad.).
Instituce také provozuje vlastní symfonický a komorní orchestr, několik komorních hudebních souborů a sborů a jednu činoherní skupinu a operní soubor, složené z posluchačů školy. Ročně se koná přibližně 250 koncertů a 40 divadelních představení.
Ve školním roce 2005/06 na škole studovalo přibližně 550 českých a 40 zahraničních studentů.

## Historie

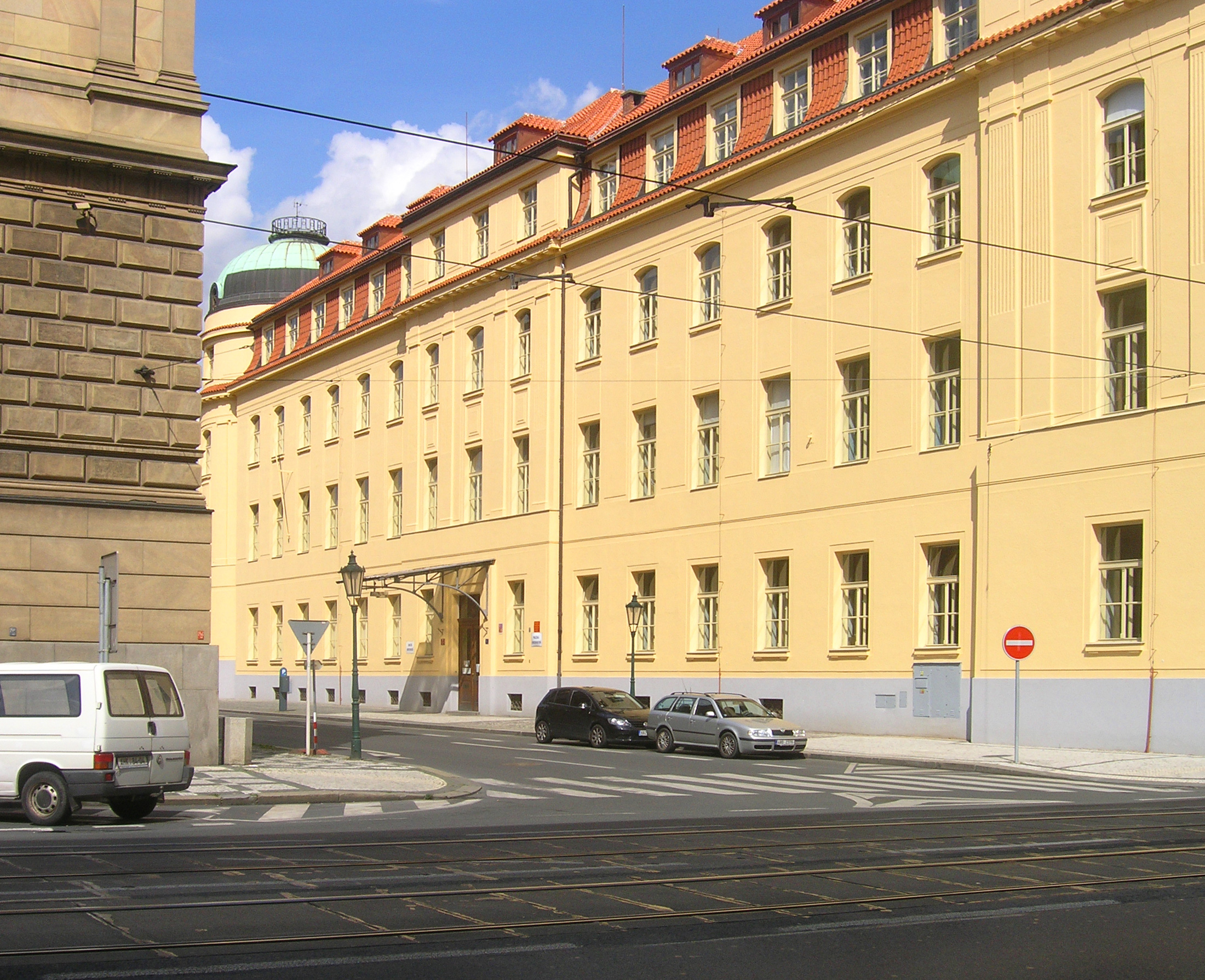
Hlavní budova Pražské konzervatoře v ulici Na rejdišti, kde škola sídlí od roku 1918

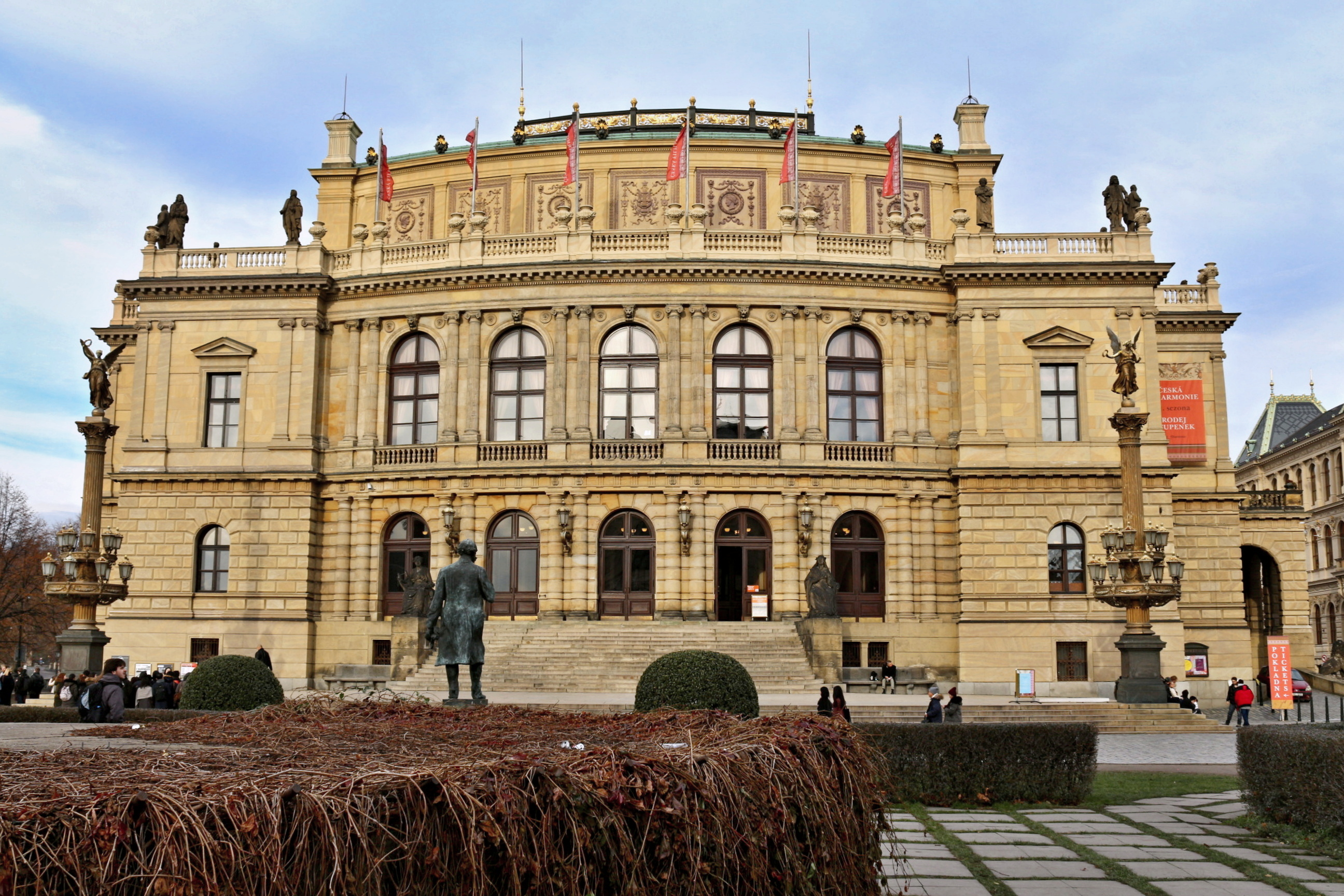
Rudolfinum, sídlo školy od konce 19. století

### Založení školy
Pražská konzervatoř byla založena roku 25. dubna 1808 příslušníky pražské hudbymilovné aristokracie a měšťanstva sepsáním prohlášení které je považováno za zakládací listinu školy. První odstavec zněl:
| „                                          | „Jelikož umění hudební v Čechách jindy kvetoucí nyní tak bylo pokleslo, že i v Praze jen s tíží lze jest sestaviti dobrý úplný orchestr, a mimoto mnoho nástrojů jen nedostatečně nebo vůbec ani obsaditi se nedá, spojili se nížepsaní k tomuto účelu a s tím úmyslem, aby umění hudební v Čechách opět povznesli a zvelebili...“ | “ |
| — Společnost pro zvelebení hudby v Čechách | |   |

Pod listinou jsou podepsáni František Josef z Vrtby, František Josef ze Šternberka a Manderscheidu, Jan z Nostic, Kristián Kryštof z Clam-Gallasu, Bedřich z Nostic, Karel z Firmianu, Jan Josef Pachta z Rájova, František Josef z Klebelsbergu.
Dne 31. března 1810 byla založena Jednota pro zvelebení hudby v Čechách, která po dalších sto let zajišťovala finanční provoz školy. Skladatel Bedřich Diviš Weber (1766–1842), budoucí první ředitel konzervatoře, vypracoval plán nového ústavu podle vzoru Pařížské konzervatoře (založené v roce 1795) a milánské konzervatoře (založena 1807). Z důvodu tehdy probíhajících koaličních válek byla výuka zahájena až 24. dubna 1811. Výuka probíhala v dominikánském klášteře u svatého Jiljí na Starém Městě a prvním ředitelem byl Bedřich Diviš Weber, jeho zástupcem byl bývalý divadelní ředitel František Strobach.

### První studenti
Prvními žáky konzervatoře byly děti do deseti let. Ve vyučovacích hodinách hráli na školní nástroje, které byly k dispozici na konzervatoři (violoncella a kontrabasy). Teprve od roku 1816 byli přijímáni žáci ne mladší deseti let.

### První koncerty
První veřejnou akademii posluchačů uspořádala konzervatoř 21. února 1815 v Redutě a příštího roku (15. září 1816) absolvovalo prvních 12 posluchačů, z nichž 7 si zasloužilo pochvalné zmínky, mezi nimi i violoncellista Josef Weidl, rodem z Loučky, dále houslisté J. V. Kalivoda a K. Barták, kontrabasista J. Novák, fagotista L. Vesecký, hornista J. Cvrček a klarinetista F. Blatt. Roku 1822 absolvovalo celkem 22 posluchačů, mezi nimi violoncellisté Josef Hlavatý z Prahy a Jan Matys z Komorního Hrádku u Chocerad (a dále také slavný houslista Josef Slavík).
Pozdější koncerty posluchačů konzervatoře dosáhly vysoké úrovně a mezinárodního věhlasu, o kterých se pochvalně zmiňovali tehdejší velcí autoři, například Carl Maria von Weber, Niccolò Paganini, Richard Wagner, Hector Berlioz či Ferenc Liszt.

### Návštěva Hectora Berlioze
V letech 1845–1846 na Pražskou konzervatoř v rámci své druhé cesty po německých zemích  zavítal francouzský skladatel Hector Berlioz. Vzpomínkám na Prahu věnoval poslední tři ze svých šesti dopisů adresovaných Humbertu Ferrandovi, které tvoří jeho zápisky z této cesty. Pátý dopis je věnován Pražské konzervatoři, kterou v té době řídil Jan Bedřich Kittl, o němž mj. napsal tato slova:
| „                | Konzervatoř v Praze, kterou musím zvláště zmínit, již řídí talentovaný skladatel láskyplně oddaný svému umění, aktivní, zapálený, neúnavný, tu a tam přísný, ale vzdává chválu je-li zasloužená... a mladý. To je pan Kittl. Jistě by bylo možné najít průměrnost, která se nachází v Čechách stejně, jako všude jinde, jež by paralyzovala růst hudby v Praze. Tak tomu ovšem vůbec není. By je tomu právě naopak. Do Prahy byl rychle povolán třiceti pěti letý p. Kittl a hudba, jež ožívá a roste. Je zřejmé, že členové výboru, kteří realizovali tuto volbu, byli výhradně lidé otevřeného srdce a mysli. | “ |
| — Hector Berlioz | |   |

### Stěhování do Rudolfina
V |80. letech 19. století byla konzervatoř převedena do Rudolfina a řízení školy se ujal houslista Antonín Bennewitz.
V roce 1891 se vedení kompozičního oddělení ujal Antonín Dvořák, který byl od roku 1901 až do své smrti v roce 1904 ředitelem školy. Mezi jeho studenty patřili např. Vítězslav Novák, nebo Josef Suk. Ten se stal rovněž pedagogem konzervatoři a poté jejím rektorem.

### Meziválečné období
V roce 1918 musela konzervatoř Rudolfinum opustit a výuka byla přemístěna do benediktinského kláštera a později do budovy ČVUT v Trojanově ulici. V té době stáli v čele školy např. Josef Suk, Vítězslav Novák, Josef Bohuslav Foerster, Vilém Kurz, Jaroslav Kocian a další.
V době nacistické okupace, od roku 1942 stál v čele školy dr. Václav Holzknecht, který ji vedl do roku 1970. Po válce z konzervatoře odešli profesoři a studenti "magistrály" (vyšší třídy na konzervatoři) a založili Akademii múzických umění se sídlem v Lichtenštejnském a Hartigovském paláci na Malostranském náměstí. V té době byla otevřena také divadelní a baletní oddělení, z níž byla v roce 1980 vytvořena samostatná Taneční konzervatoř.

### Současnost
V současné době škola sídlí ve třech samostatných budovách. V hlavní budově v ulici Na Rejdišti na Starém Městě sídlí administrativní oddělení a učebny. V Pálffyho paláci na Malé Straně jsou pak hudební archivy, kde jsou uložené mj. autografy W. A. Mozarta ad., učebny a koncertní sál umístěný v barokním tanečním sále hrabat Pálffyů, kde se konají absolventské koncerty posluchačů školy. Také třetí budova školy se na Starém Městě. Zde jsou umístěny učebny oddělení populární hudby, založeného v roce 1986.

### Vývoj názvu a organizačního zařazení
V letech 1818–1918 se jednalo o soukromou hudební konzervatoř pod vedením Jednoty pro zvelebení hudby v Čechách. V roce 1919 byl ústav zestátněn a do roku 1945 nesl název Státní konzervatoř hudby v Praze. Po roce 1945 se pražská konzervatoř stala výhradně školou střední, když v roce 1946 vznikla Akademie múzických umění s hudební fakultou (HAMU). Od roku 2001 podléhá škola Magistrátu hlavního města Prahy a v té souvislosti změnila název na Pražská konzervatoř.

## Citát
| „                                       | Založením pražské konzervatoře v roce 1811 dostalo se městu Praze významného a vynikajícího učiliště, po kterém hudbymilovné obyvatelstvo opravdu prahlo a kterého si také pro svou velikou lásku k hudbě plně zasluhovalo. Hlavní město Praha jest opravdu hrda na svoji hudební konservatoř a její vykonané dílo... | “ |
| — Dr. Karel Baxa, primátor hl. m. Prahy | |   |

## Profesoři konzervatoře

### Počátky školy
Prvním učitelem violoncella na pražské konzervatoři byl Bernard Václav Šťastný, syn výtečného hobojisty, působícího v divadelním orchestru v Praze, Jana Šťastného († 1788). B. V. Šťastný působil na pražské konzervatoři plných 11 let a 30. května 1822 odešel pro vysoký věk na odpočinek. Zemřel v Praze roku 1835 ve věku 75 let.

### Další profesoři
Roku 1866 se o místo ředitele konzervatoře neúspěšně ucházel Bedřich Smetana.
Roku 1891 učitelský sbor posílil Antonín Dvořák, jenž se stal vedoucím oddělení skladby a v letech 1901 až 1904 byl ředitelem školy. Mezi Dvořákovy studenty patřili skladatelé Vítězslav Novák, Josef Suk (oba byli později řediteli konzervatoře), Rudolf Friml, Oskar Nedbal a Franz Lehár. Mezi profesory, kteří zde vyučovali, patřili například klavírista, autor známé klavírní školy a pozdější ředitel konzervatoře Vilém Kurz mladší nebo klarinetista Milan Kostohryz (1911–1998).

## Významní absolventi (výběr)
- Karel Ančerl (dirigent)
- Miroslav Barvík (skladatel a kritik)
- Jiří Bělohlávek (dirigent)
- František Brikcius (violoncellista)
- František Brož (dirigent a skladatel)
- Oliver Butterworth (houslista)
- Andrea Černá (herečka)
- Ladislav Černý (violista)
- Ludmila Červinková (pěvkyně)
- Radim Drejsl (skladatel a klavírista)
- Gabriela Eibenová (pěvkyně)
- Fidelio Fritz Finke (skladatel)
- Rudolf Firkušný (klavírista)
- Josef Bohuslav Foerster (skladatel)
- Rudolf Friml (skladatel)
- Bohumil Gregor (dirigent)
- Alois Hába (skladatel)
- Jan Hřímalý (houslista)
- Kateřina Jalovcová (pěvkyně)
- Karel Boleslav Jirák (skladatel a dirigent)
- Jaroslav Ježek (skladatel)
- Jana Jonášová (pěvkyně)
- Naděžda Kniplová (pěvkyně)
- Jaroslav Kocian (houslista), v roce 1945 zakládající profesor Akademie múzických umění
- Pavel Kohout (varhaník)
- Adolf Kubát (hobojista)
- Jan Kubelík (houslista a skladatel)
- Rafael Kubelík (dirigent)
- Otomar Kvěch (skladatel)
- Franz Lehár (skladatel)
- Kristýna Ljuben-Morfová (zpěvačka)
- Bohuslav Martinů (skladatel, studium nedokončil)
- Paulina Metzler-Löwyová (pěvkyně)
- Ignaz Moscheles (skladatel a klavírista)
- Milan Munclinger (dirigent)
- Oskar Nedbal (skladatel)
- Václav Neumann (dirigent)
- Něstor Ostapovyč Nyžankivskyj (skladatel)
- Vítězslav Novák (skladatel)
- Jana Obrovská (skladatelka)
- Bohdan Piurko (klavírista, dirigent, pedagog)
- David Popper (violoncellista)
- Michael Pospíšil (pěvec)
- Pražákovo kvarteto (Václav Remeš, Vlastimil Holek, Josef Klusoň a Josef Pražák)
- Friedrich Edmund Rieger (dirigent)
- Karel Pravoslav Sádlo (violoncellista) v roce 1945 zakladatel a profesor Akademie múzických umění
- František Simandl (kontrabasista)
- Václav Smetáček (dirigent)
- Martin Smolka (skladatel)
- Eugen Suchoň (skladatel)
- Jana Sýkorová (pěvkyně)
- Karel Šejna (kontrabasista)
- Otakar Ševčík (houslista a pedagog)
- Jiří Šik (dirigent)
- Jan Talich (dirigent a houslista)
- Václav Talich (dirigent a houslista)
- Jiří Tancibudek (hobojista)
- Manoah Leide-Tedesco (houslista a skladatel)
- Irena Turkevycz-Martynec (zpěvačka)
- Václav Vaca
- Vilém Veverka (hobojista)
- Tomáš Víšek (klavírista)
- Sláva Vorlová (zpěvačka, skladatelka)
- Pavla Vykopalová (pěvkyně)
- Maria Forescuová (operetní zpěvačka a herečka)
- John Stepan Zamecnik (skladatel a dirigent)
- Ladislav Zelenka (violoncellista), v roce 1945 zakládající profesor Akademie múzických umění
- Vladimír Dlouhý (herec)
- Martin Zounar (herec)
- Michal Dlouhý (herec)

### Po roce 1918

#### Dramatické oddělení a Baletní oddělení
Po vzniku Československa roku 1918 byla zřízena nová oddělení – dramatické a baletní. Na dramatickém oddělení vyučovali v prvních letech např. Marie Laudová-Hořicová, Jaroslav Hurt, Milan Svoboda, Jan Bor a studovali zde například Louisa Voznicová (1924–1927), Otomar Korbelář (1919–1922), Jarmila Horáková (1922–1926), Vlasta Fabianová (1928–1932), František Salzer (1920–1924), Václav Trégl (1920–1924), Jiří Vasmut (1920–1924), Jan Škoda (1920–1923), Josef Gruss (1924–1928), Miroslav Homola (1930–1934) a Antonín Kurš (1930–1933). Mnozí další školu nedokončili a odešli v době studií rovnou do angažmá, např. Lída Baarová, Jiřina Štěpničková, Ladislav Boháč, Hana Vítová a Miloš Nedbal. Později zde studovali také např. Jiří Langmajer, Tatiana Vilhelmová (nedokončila), Filip Blažek či Zuzana Vejvodová.
Rovněž baletka Kateřina Zvelebilová započala své klasické vzdělání na konzervatoři, poté nastoupila na Royal Ballet School v Londýně, kde se po svém odchodu z profesionální scény stala členkou uměleckého ansámblu.

### Druhá polovina 20. století
Mezi absolventy z druhé poloviny 20. století patří
- violoncellista František Brikcius
- hudebník Petr Hejduk
- dirigent a skladatel Jan Kučera
- tubista Václav Hoza

### 21. století
Mezi absolventy, aktivně účinkující herce a zpěváky, patří:
Anna Fixová, Máša Málková, Filip Tomsa, Kristýna Leichtová, Zuzana Maxa (rozená Říhová), Vojtěch Havelka, Kristýna Hlaváčková (Bábková), Veronika Kubařová, Matouš Ruml, Jan Cina, Marie Doležalová, Jan Hofman, Ivana Korolová, Marika Šoposká, Zuzana Navarová, Radůza, Patrik Stoklasa, Dasha, Petr Ryšavý, Anna Julie Slováčková, Nikola Ďuricová, Filip František Červenka či Simona Lewandowska.

## Ředitelé školy
- Bedřich Diviš Weber
- Antonín Dvořák
- Josef Suk
- Vítězslav Novák
- Josef Bohuslav Foerster
- Vilém Kurz
- Jaroslav Kocian
- Václav Holzknecht
- Jan Tausinger
- František Martiník
- Věroslav Neumann
- Pavel Trojan
- Petr Čech
- Ivo Kahánek

## Obory vyučované na Pražské konzervatoři

### Hudba
Na Pražské konzervatoři jsou vyučovány následující hlavní obory: skladba, skladba a aranžování populární hudby, dirigování, klavír, varhany, cembalo, housle, viola, violoncello, kontrabas, harfa, flétna, zobcová flétna, barokní příčná flétna, hoboj, fagot, klarinet, trubka, lesní roh, pozoun, tuba, saxofon, akordeon, kytara, bicí nástroje

### Zpěv
klasický zpěv, populární zpěv

### Hudebně dramatické umění
herectví